# Gonçalo Pereira Pimenta de Castro

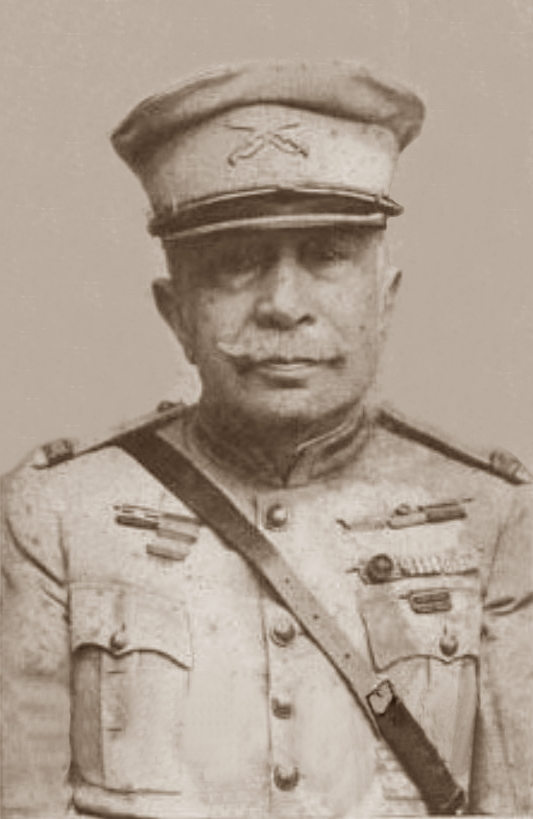
Gonçalo Pereira Pimenta de Castro

Gonçalo Pereira Pimenta de Castro (* 1868; † 1952) war ein portugiesischer Offizier und Kolonialverwalter.

## Familie
Gonçalo ist der Sohn von General Joaquim Pereira Pimenta de Castro.

## Leben
Nach dem tödlichen Attentat auf König Carlos I. von Portugal wurde Castro als Generaldirektor für Übersee ins Kabinett berufen. Daher begleitete er den neuen Gouverneur der Kolonie Portugiesisch-Timor Hauptmann Eduardo Augusto Marques zu seinem neuen Posten. Man befürchtete, der alte Gouverneur José Celestino da Silva würde nicht freiwillig sein Amt abgeben und Castro sollte ihn gegebenenfalls verhaften. Castro hatte Bedenken, da er als Hauptmann vom Dienstrang unter Oberst Silva stand. Dieser hatte aus gesundheitlichen Gründen inzwischen Hauptmann Jaime Vieira da Rocha als amtsführenden Gouverneur eingesetzt und war mit seiner Frau nach Australien gereist. Als Silva nach Dili zurückkehrte, bot er Castro aber sogar seine Hilfe an, da dessen Vater General Joaquim Pimenta de Castro ein Freund von Silva war.
Zwischen August 1909 und Februar 1910 war Castro selbst Gouverneur von Portugiesisch-Timor. In Vertretung von Filomeno da Câmara de Melo Cabral führte er das Amt nochmals zwischen 1913 und 1914. In dieser Zeit nach der Rebellion von Manufahi strukturierte er die kolonialen Streitkräfte um. Castro entließ die Kommandanten der Moradores und löste ihre Kompanien auf. Die Moradores wurden unter den direkten Befehl europäischer Offiziere gestellt.

## Publikationen
- As Minhas memórias na metrópole e nas colónias. Expansão, Lisboa 1949.
- Timor : Subsídios para a sua história.  Agência Geral das Colónias, Lisboa 1944.
- A Revolta de Monsanto de 1920. Porto 1920.
- Topicos de Colonização. In: Vida Contemporânea. Volume I, Lisboa 1934, S. 74–76.